# Erscheinungsort

Druckorte von Inkunabeln im 15. Jahrhundert laut ISTC

Der Erscheinungsort, bei Druckerzeugnissen oft auch Druckort, ist der im Impressum angegebene Ort, an dem der Titel auf den Markt gebracht worden sein soll – in der Regel der Ort, an dem das Unternehmen lokalisiert ist, das hier verlegerisch tätig wurde.

## Angaben in Druckwerken
Bei Druckwerken spricht man traditionell vom „Druckort“ und meint damit den Verlagsort, auch dann wenn der Druck tatsächlich von einem Drucker an einem anderen Ort bewerkstelligt sein sollte; die Benennung resultiert noch aus der Zeit der „Druckerverleger“ (die in der Regel zudem noch einen eigenen Laden betrieben).
Bei mehreren angegebenen Verlagsorten ist der erste zumeist der Hauptsitz, internationale Zweigniederlassungen können nachfolgend genannt werden.
Druckorte können so fiktiv wie ganze Imprints sein. Köln war in der frühen Neuzeit der beliebteste fiktive Druckort und auf Titelblättern ein sicheres Zeichen dafür, dass die vorgelegte Schrift brisant war (oder sich als angeblich brisante besser verkaufen sollte). Köln wäre nahe der französischen Grenze theoretisch für den Druck internationaler französischsprachiger Schriften außerhalb Frankreichs ein idealer Standort gewesen, litt tatsächlich jedoch unter so strenger Zensur, dass Drucker lieber in Den Haag, Amsterdam und Rotterdam druckten, um die Druckwerke dann illegal nach Frankreich und legal in den Rest Europas auszuführen. Das Signal des fiktiven Druckorts konnte auch ein Phantasiename geben: Utopia, Freistadt oder ein weit entfernter unwahrscheinlicher Ort. Christian Reuter wollte so in den 1690er Jahren die einzelnen Bände seines Schelmuffsky in St. Malo, Schelmerode und Rom in den Druck gegeben haben.
Eigene Expertise verlangen in Drucken der frühen Neuzeit die lateinischen Druckortangaben. Wichtige und zum Teil verwechslungsgefährdete Druckortangaben sind z. B.:
- Argentoratum: Straßburg (Frankreich)
- Batava: Passau (Deutschland)
- Ebredunum oder Eburodunum: entweder Embrun (Frankreich), Yverdon (Schweiz), Évreux (Frankreich) oder Brünn (Mähren)
- Hammipolis: Hamburg (Deutschland)
- Herbipolis: Würzburg (Deutschland)
- Holmia: Stockholm (Schweden)
- Londinium Gothorum oder Londinum Scanorum: Lund (Schweden)
- Lugdunum oder Lugdunum Sequanorum: Lyon (Frankreich)
- Lugdunum oder Lugdunum Batavorum: Leiden (Niederlande)
- Lugidunum: Liegnitz (Polen)
- Lutetia: Paris (Frankreich)
- Mömpelgart oder Mompelgartum: Montbéliard (Frankreich)
- Olysippone: Lissabon (Portugal)
- Ratisbona: Regensburg (Deutschland)
- Trajectum Batavorum oder Trajectum ad Rhenum: Utrecht (Niederlande)